# Laser chimico
Un laser chimico è un'apparecchiatura laser che sfrutta l'energia prodotta da una reazione chimica esotermica per ottenere la necessaria inversione di popolazione e la conseguente emissione laser. I laser chimici possono funzionare in modo pulsato o continuo, e possono raggiungere una potenza dell'ordine dei megawatt. Sono adatti per uso industriale in operazioni di taglio e foratura, ma sono stati studiati soprattutto per applicazioni militari.
Esempi di laser chimico sono i laser a fluoruro di idrogeno (HF) e a fluoruro di deuterio (DF), il laser ossigeno-iodio (COIL = chemical oxygen iodine laser) e quello a iodio in fase totalmente gassosa (AGIL = all gas-phase iodine laser). Tutti questi laser emettono radiazione nel vicino infrarosso; i laser chimici HF e DF non emettono una radiazione monocromatica (cioè di un'unica frequenza), ma un intervallo di frequenze.

## Storia
La possibilità di creare laser infrarossi sfruttando i prodotti vibrazionalmente eccitati di una reazione chimica fu proposta per la prima volta da John Polanyi nel 1961. La prima emissione laser pulsata fu osservata nel laboratorio di George C. Pimentel nel 1964 da atomi di iodio eccitato prodotti dalla fotodissociazione di CF3I. In seguito Pimentel ottenne emissione laser da cloruro di idrogeno (HCl): le molecole di HCl venivano eccitate otticamente provocandone la dissociazione; nella successiva ricombinazione si formavano molecole allo stato eccitato *HCl responsabili dell'emissione laser. Poco dopo furono sviluppati i laser pulsati a fluoruro di idrogeno (HF) e a fluoruro di deuterio (DF).
I primi laser chimici continui furono sviluppati nel 1969 e poi brevettati nel 1972 da ricercatori che lavoravano alla Aerospace Corporation a El Segundo (California). Queste apparecchiature erano basate su HF e mescolavano flussi adiacenti di H2 e F per produrre molecole eccitate *HF entro una cavità ottica.